# Universidad de Ibaraki
La Universidad de Ibaraki ( Japonés: 茨城大学 Ibaraki Daigaku) es una universidad nacional en Japón con sede en 2-1-1 Bunkyo , Ciudad de Mito, Prefectura de Ibaraki. Fue creada en 1949. La abreviatura de la universidad es Universidad Ibaraki.

## Escuelas de pregrado y posgrado

### Cursos de pregrado
- Facultad de Humanidades y Ciencias Sociales (en el Campus de Mito)
- Facultad de Educación (en el campus de Mito)
- Facultad de Ciencias (en el campus de Mito)
- Facultad de Ingeniería (en el campus de Hitachi)
- Facultad de Agricultura (en el campus de Ami)

### Cursos de postgrado
- Escuela de Posgrado en Humanidades
- Escuela de Graduados en Educación
- Escuela de Graduados en Ciencias e Ingeniería
- Escuela de Graduados en Agricultura

### Institutos de Investigación
- Instituto de Estudios Regionales
- Instituto de Cultura Artística Izura
- Centro de Investigación Frontier de Ciencias Atómicas Aplicadas

## Cronología
- 1952, abril: la Universidad de Agricultura de la Prefectura de Ibaraki (Noka Daigaku) se colocó bajo administración nacional y se estableció como la Facultad de Agricultura de la Universidad de Ibaraki.
- 1955, junio - Establecimiento del Instituto de Artes y Cultura Izura
- 1955, julio - Establecimiento del Junior College of Technology
- 1967, junio - Establecimiento de la Facultad de Humanidades, la Facultad de Ciencias y la Facultad de Artes Liberales como resultado de la reorganización de la Facultad de Artes y Ciencias.
- 1968, abril - Establecimiento de la Escuela de Graduados de Ingeniería.
- 1969, enero - Establecimiento del Instituto de Estudios Regionales Generales*
- 1970, abril - Establecimiento de la Escuela de Graduados en Agricultura
- 1973, abril - Inauguración del Centro Universitario de Salud
- 1979, abril - Establecimiento de la Escuela de Graduados en Ciencias
- 1985, abril: se convirtió en una universidad constitutiva de la United Graduate School of Agricultural Science (programa de doctorado) en la Universidad de Agricultura y Tecnología de Tokio.
- 1985, julio - Establecimiento del Centro de Procesamiento de Información*
- 1988, abril - Establecimiento de la Escuela de Graduados en Educación
- 1989, mayo - Establecimiento del Centro de Investigación y Desarrollo Cooperativo
- 1991, abril - Establecimiento de la Escuela de Posgrado en Humanidades y el Centro de Análisis Instrumental
- 1992, abril - Establecimiento del Centro de Educación e Investigación en Aprendizaje Permanente
- 1993, marzo - Abolición del Junior College of Technology
- 1993, abril - Establecimiento de la Escuela de Graduados en Ingeniería (Programa de Doctorado)
- 1995, abril: fusión de la Escuela de Graduados en Ingeniería y la Escuela de Graduados en Ciencias en la Escuela de Graduados en Ciencias e Ingeniería.
- 1996, marzo - Abolición de la Facultad de Artes Liberales
- 1996, abril - Establecimiento del Centro de Investigación y Desarrollo en Educación Universitaria*
- 1997, abril - Establecimiento del Centro de Estudios Ambientales del Agua
- 1998, abril - Reorganización del Centro de Procesamiento de Información
- 1999, abril - Apertura del Centro de Investigación Genética
- 2006, abril - Establecimiento del Instituto para la Ciencia de la Adaptación al Cambio Global
- 2008, abril - Establecimiento del Centro de Investigación Fronterizo para Ciencias Atómicas Aplicadas
- 2014, abril - Establecimiento del Centro de Colaboración Social
- 2017, abril - Reorganización de la Facultad de Humanidades y Ciencias Sociales y el Instituto de Educación en Artes Liberales